# Марафелци
Марафелци е село в Северна България.
Намира се в община Елена, област Велико Търново. В Марафелци има около 25 къщи, като почти всички са съхранили автентичния си облик от миналото. Марафелчани наричат селото махала, тъй като днес там постоянно живеят само едно-две семейства. През почивните дни и отпуските се събират почти всички марафелчани – и новоприселилите се, и потомците кореняци, пръснати из цяла България.

## География
Село Марафелци се намира на около 2 километра югозападно от село Блъсковци. Разположено е на висок рид над десния бряг на Блъсковската река. Намира се на 4 километра от град Елена и на 45 километра от град Велико Търново. На 2 километра от селото се намира язовир Йовковци

## История
Като населено място съществува от преди Освобождението. Населено е само с българи.
Днес Марафелци е една от многобройните махали, пръснати из Еленския балкан. Легендата разказва за момата Мара и бягащите от турските потери българи, които, за да се скрият и оцелеят, се заселвали в потайни кътчета из Еленския балкан – в общо над 300 малки селища, преди наричани колиби.

## Редовни събития
Всяка година на Петдесетница махалата празнува празника на селото – „Черковището“. На този ден всички марафелчани и гости се събират около каменен кръст в гората. Там свещеник отслужва литургия за здравето и благоденствието на жителите и селото, след което, в някоя от къщите, всички вдигат наздравица и се гощават с приготвения курбан.